# XYZ 엔터테인먼트
XYZ 엔터테인먼트(XYZ Entertainment)는 대한민국의 연예기획사로 마스타 우가 소속된 1인 회사이다.마스타 우는 YG엔터테인먼트에서 계약이 끝나 독립하였다.

## 소속 연예인
- 마스타 우
- 돕덕